# Szirmabesenyő, Borsod-Abaúj-Zemplén
Szirmabesenyő este un sat în districtul Miskolc, județul Borsod-Abaúj-Zemplén, Ungaria, având o populație de 4.403 locuitori (2011). 

## Demografie
Componența etnică a satului Szirmabesenyő
     Maghiari (97,48%)
     Romi (1,46%)
     Necunoscut (0,5%)
     Alții (0,55%)
Componența confesională a satului Szirmabesenyő
     Romano-catolici (45,79%)
     Reformați (12,47%)
     Greco-catolici (8,15%)
     Fără religie (8,11%)
     Necunoscută (24,39%)
     Alte religii (1,64%)
Conform recensământului din 2011, satul Szirmabesenyő avea 4.403 locuitori. Din punct de vedere etnic, majoritatea locuitorilor (97,48%) erau maghiari, cu o minoritate de romi (1,46%). Apartenența etnică nu este cunoscută în cazul a 0,5% din locuitori. Nu există o religie majoritară, locuitorii fiind romano-catolici (45,79%), reformați (12,47%), greco-catolici (8,15%) și persoane fără religie (8,11%). Pentru 24,39% din locuitori nu este cunoscută apartenența confesională.